# 流芳里
流芳里為台灣新北市板橋區轄下之一里，面積約0.0523平方公里。該里範圍在大東街一帶，多經營婚紗喜慶糕餅、金飾百貨業者，取雅麗語，萬古流芳之義，因名流芳里。